# Werner Fischer (Goldschmied)
Werner Fischer (* 13. Januar 1930 in Freiburg im Breisgau) ist ein deutscher Goldschmied, Künstler, Kunstsammler, Gemmologe und seit 1972 vereidigter Sachverständiger der Handwerkskammer Münster für Edelsteine und Perlen. Er ist Ehrenpräsident vom Zentralverband der Deutschen Goldschmiede, Silberschmiede und Juweliere.

## Leben und Beruf
Werner Fischer wurde 1930 als Sohn von Jovita Fischer und des Lehrers Kaspar Fischer geborenb. Nach dem Schulbesuch in Horst bei Werne und Hopsten begann er eine Uhrmacherlehre in Kamen. Danach absolvierte er in Münster eine Goldschmiedelehre. Die Weiterbildung als Geselle erfolgte in Münster, Osnabrück und Fulda. Mit 21 Jahren legte er als jüngster Meister der Bundesrepublik in Kassel seine Meisterprüfung ab. Danach machte der Goldschmiedemeister sich in seinem Elternhaus in Hopsten selbständig. Nach weiteren zwei Jahren verlegte er seine Goldschmiede nach Ahlen und etablierte ein Juweliergeschäft. Fischer ist katholisch und heiratete 1955 die 1934 in Hopstein geborene Bankangestellte Anna Schwienheer, mit der er zwei Söhne (1956 Raphael und 1958 Maurus Maria) bekam.
Im Jahr 1963 nahm er ein Studium an der Staatlichen Zeichenakademie Hanau auf mit den Fächern Kunstgeschichte, Entwurf und Gestaltung von Schmuck, Fassen von Edelsteinen.
Von 1957 bis 1963 und von 1966 bis 1971 wurde Werner Fischer zum ehrenamtlichen Obermeister der Gold- und Silberschmiedeinnung Münster für den Handwerkskammerbezirk Münster gewählt.
Während dieser Zeit schuf er Verbindungen zum Kunsthandwerk und führte Wettbewerbe durch – auch für Lehrlinge. Er organisierte Schmuckausstellungen, unter anderem im Landesmuseum in Münster.
In vielen Werkstätten der Innung wurden nicht alle Techniken des Berufsbildes der Goldschmiede vermittelt. Daher schuf Fischer die ersten Werkräume für die überbetriebliche Unterweisung und Prüfungen in Klausur in der Bundesrepublik. Für seine Verdienste wurde Werner Fischer 1972 zum Ehrenobermeister der Innung in Münster ernannt und mit dem Ehrenring der Innung ausgezeichnet.
Am 30. Oktober 1964 etablierte Fischer das „Studio 18“ in Ahlen mit wechselnden Ausstellungen der bildenden Kunst und des Kunsthandwerks – national wie international. Von 1971 bis 1980 war Werner Fischer gewählter Präsident des Reichsinnungsverbandes, dessen heutiger Nachfolger der Zentralverband der Deutschen Goldschmiede, Silberschmiede und Juweliere der Bundesrepublik Deutschland ist.
Werner Fischer diente dem Deutschen Gesamt-Handwerk von 1972 bis 1980 im Handwerksrat sowie im Kulturausschuss des ZDH in Bonn. Er war ein Gegner der Gesamtverschulung der Lehrlinge, ein Befürworter des dualen Systems.
Fischer war 1973 Initiator und Mitbegründer der Münchener Fach-Messe Inhorgenta, ab 1974 stellvertretender Vorsitzender des Beirats der Münchener Messe- und Ausstellungs-GmbH.
Am 10. Dezember 1973 kam es im Rathaus zu Münster zu einer Vertragsunterzeichnung zwischen dem Botschafter des Staates Israel in der Bundesrepublik Deutschland, Eliashiv Ben-Horin, und Fischer in seiner Funktion als Präsident des Zentralverbandes der Deutschen Goldschmiede, Silberschmiede und Juweliere. Vertragsinhalt ist die gegenseitige berufliche Fortbildung deutscher Goldschmiede in Israel und die berufliche Fortbildung von israelischen Goldschmieden in der Bundesrepublik Deutschland.
Werner Fischer gründete 1974 das Fortbildungszentrum für Gold- und Silberschmiede in Ahlen und wurde zum Aufsichtsratsvorsitzenden gewählt. Er gehörte später auch dem Aufsichtsrat des Förderungswerks Königsteiner Schule an.
1976 war er Mitbegründer der Deutschen Platingilde. Die Platinverarbeitung erfordert spezifische Kenntnisse und Fertigkeiten, die im Fortbildungszentrum Ahlen vermittelt wurden.
Am 26. November 1979 wurde Werner Fischer das Bundesverdienstkreuz am Bande und die Ehrenmedaille der Stadt Ahlen verliehen. Er erhielt auch die Cellini-Medaille in Gold.
1980 überreichte Werner Fischer namens der bundesdeutschen Juweliere, Gold- und Silberschmiede Papst Johannes Paul II. in Rom den aus reinem Gold angefertigten „Eligius-Becher“ als Dankesspende und Würdigung für das vom Papst verfasste und 1960 veröffentlichte Mysterienspiel „Im Laden des Goldschmieds“.
1981 wurde W. Fischer Ehrenpräsident des Berufsverbandes. Am 17. Juni 1984 erfolgte durch Werner Fischer die Gründung des deutschen Komitees der Eligiusgilde, ein Zusammenschluss von Goldschmieden, die sich mit dem Entwurf und der Ausführung von sakralem Gerät zum Lob seiner Herrlichkeit befassen.

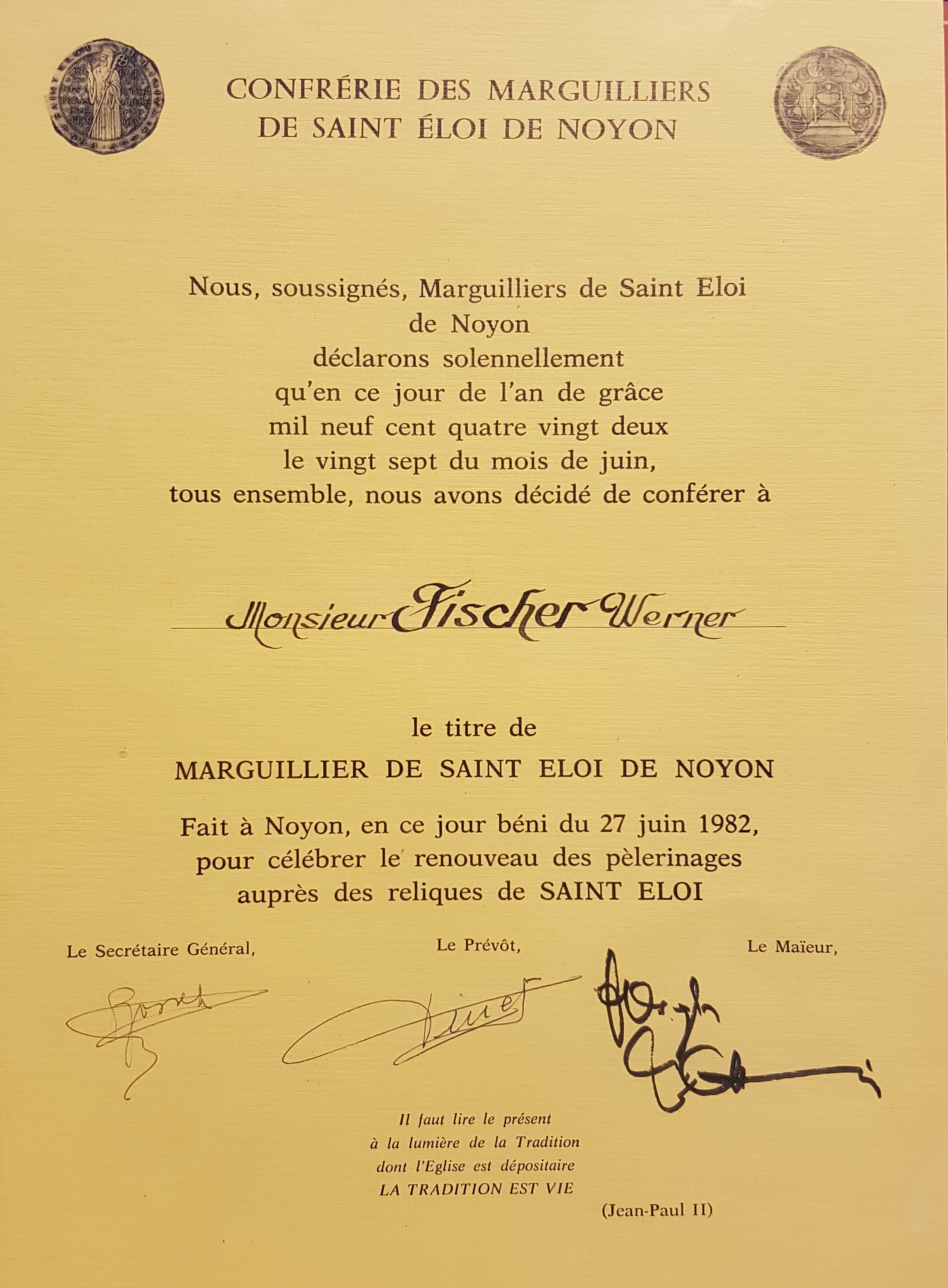
Urkunde Marguilliers de Saint Eloi de Noyon

27. Juni 1982: Verleihung des französischen Titels eines Marguilliers de Saint Eloi de Noyon in der Kathedrale zu Noyon.
Kurator Werner Fischer unterzeichnete am 24. September 1988 in Noyon für die Deutsche Goldschmiedegilde St. Eligius die Gründungsstatuten
der „EURELOY“, einer europäischen Vereinigung christlicher Gemeinschaften der metallverarbeitenden Berufe, Künstler und Kunsthandwerker.
Von 1994 bis 1999 war er Vorsitzender des Messebeirats der Inhorgenta München.
Am 26. Februar 1999 wurde er in den Ehrenrat der Messe München GmbH aufgenommen.
Am 8. November 1984 eröffnete Werner Fischer das Museum im Goldschmiedehaus Ahlen mit Werken der sakralen Goldschmiedekunst ab dem Mittelalter und Zeitmessern ab 1585.
1998 wurde die Ausstellung „Jüdisches Kultgerät - Jüdisches Leben“ gezeigt. Die Sammlung des Museums wurde mit zusätzlichen Exponaten erweitert, die nun zur ständigen Präsentation zählen.
Am 17. Juni 1999 erhielt Werner Fischer das Bundesverdienstkreuz 1. Klasse für seine andauernden hohen Verdienste innerhalb seiner Berufsorganisation und darüber hinaus.
Ab 2007 wird die ständige Ausstellung im Museum ergänzt durch „Schätze des Buddhismus“. Zurzeit befindet sich eine Abteilung mit Exponaten des Islam im Aufbau, sodass sich das Museum in Ahlen als „Interreligiöses Museum“ vorstellt.
2011 erhielt Werner Fischer den Wirtschaftspreis der Stadt Ahlen.
2012 wurde Werner Fischer die goldene Ehrennadel mit Diamant der Europäischen Akademie der Juweliere, Gold- u. Silberschmiede verliehen.
Seit 2012 ergänzen auch Skulpturen und meditative Ritualgegenstände aus „Die Götterwelt des Hinduismus“ die ständige Ausstellung.

## Künstlerisches Schaffen

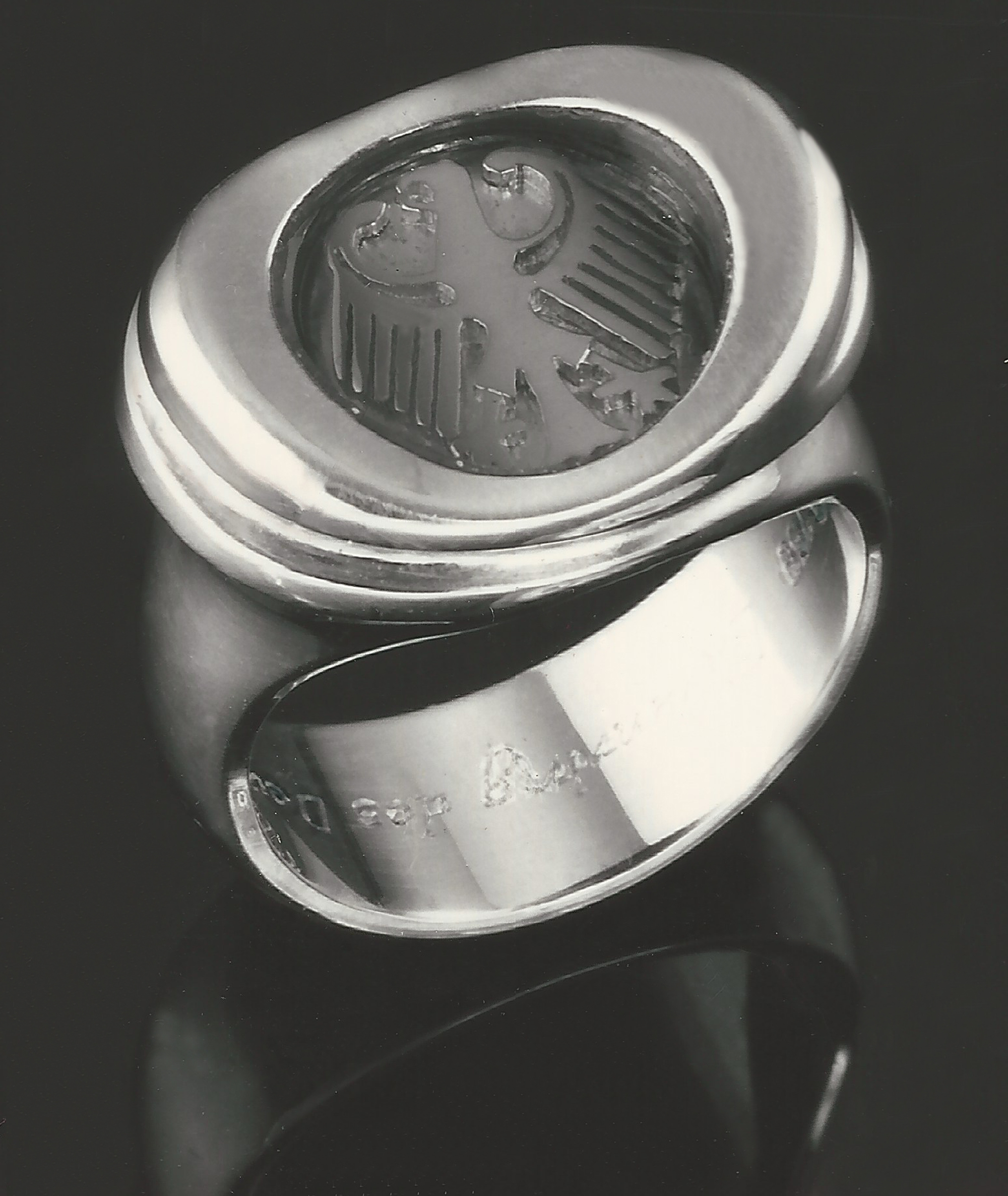
Der Ehrenring des Deutschen Handwerks. Er wurde 1982 dem damaligen Bundeskanzler Helmut Schmidt verliehen. Das Oberteil steht für das Amt des Kanzlers, das Rund des Reifens für die Gesamtheit des deutschen Volkes. Die Linienführung beider Elemente verschmilzt zu einer Einheit.

- Gestaltung des Ehrenringes der Stadt Ahlen für den Regierungspräsidenten der Bezirksregierung Münster, Franz Hackethal, 1956
- Gestaltung des Ehrenringes der Stadt Ahlen für besondere Verdienste, 1964
- Gestaltung des Ehrenringes des Deutschen Handwerks für Staatsminister von Baden-Württemberg, Prof. Dr. Dr. h. c. Seifritz, Juni 1973
- Gestaltung des Ehrenringes des Deutschen Handwerks für Bundeskanzler Helmut Schmidt, 1982
- Reliquiar-Entwurf für die Finger-Reliquie des seligen Bischofs von Münster, Clemens August Graf von Galen, 2006

## Schriften

### Als Verfasser
- Sakrale Kunst. Museum im Ahlener Goldschmiedehaus. Profil-Verlag Kurt Vössing, Gütersloh 1988, ISBN 3-927182-00-1.
- Vom Edelmetall zum Schmuck. Profil-Verlag Kurt Vössing, Gütersloh 1993, ISBN 3-927182-01-X.
- Jüdisches Kultgerät – Jüdisches Leben. Eigenverlag, 1998, ISBN 3-9804964-0-6.
- Die Kunst des Handelns. Eigenverlag, 2004, ISBN 3-00-013748-3.
- Die Schwienheer-Saga. Eigenverlag, 2015.

### Als Herausgeber und Mitverfasser
- Zentralverband der Deutschen Goldschmiede, Silberschmiede und Juweliere (Hg.): Dokumentation 1973. W. Bertelsmann Verlag, Bielefeld 1973.[2]